# Hynek Bočan
Pour les articles homonymes, voir Bočan.
Hynek Bočan, né le 29 avril 1938 à Prague, est un réalisateur et scénariste tchèque.

## Biographie
Après des études à la FAMU de 1956 à 1961, Hynek Bočan travaille aux Studios Barrandov en tant qu'assistant réalisateur de réalisateurs comme Jindřichem Polákem, Karel Kachyňa et Jiří Weiss.
À partir de 1965, il réalise ses propres films. En plus de longs métrages classiques, il est aussi un important réalisateur pour la télévision.
En 2013 il a reçu le prix Josefa Škvoreckého pour les quatre saisons de la série Zdivočelé země.

## Filmographie
- 1976 : Parta hic, comédie
- 2003 : Nemocnice na kraji mesta po dvaceti letech, série télévisée de 13 épisodes